# Wake the Dead
Wake the Dead è un album del gruppo hardcore punk canadese Comeback Kid, pubblicato dalla Victory Records. La title track dell'album, Wake the Dead, è stata inclusa nella colonna sonora dei videogiochi Burnout Revenge e Burnout Legends. L'album ha raggiunto la sedicesima posizione della classifica Billboard Top Heatseekers e la ventisettesima dei Top Independent Albums.

## Tracce
1. False Idols Fall – 2:38
2. My Other Side – 2:18
3. Wake the Dead – 3:17
4. The Trouble I Love – 1:52
5. Talk Is Cheap – 1:54
6. Partners in Crime – 2:22
7. Our Distance – 1:52
8. Bright Lights Keep Shining – 2:21
9. Falling Apart – 2:22
10. Losing Patience – 2:16
11. Final Goodbye – 2:34

## Formazione
- Scott Wade - voce
- Andrew Neufeld - chitarra, basso
- Jeremy Hiebert - chitarra
- Kyle Profeta - batteria
- Kevin Call - basso

### Crediti
- Russ Rankin - voce addizionale in Our Distance
- Jason Lopez - voce secondaria
- Bill Stevenson - produzione e ingegneria del suono
- Jason Livermore - produzione e ingegneria del suono
- Alan Douches - masterizzazione
- Jeremy Wabiszczewicz - copertina